# Vovše
Vovše so naselje v Občini Litija.